# Норелиус, Бенкт
Бенкт Рудольф Норелиус (швед. Benkt Rudolf Norelius; 26 апреля 1886, Умео — 30 ноября 1974, Линчёпинг, Эстергётланд) — шведский гимнаст, чемпион летних Олимпийских игр 1912 года в командном первенстве по шведской системе.